# 通志

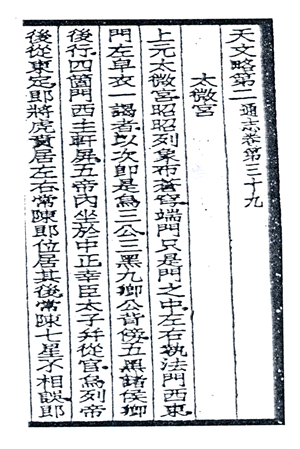
『通志』

通志（つうし）は、南宋の鄭樵が書き、高宗の紹興31年（1161年）に本となった。形式は断代史を批判して通史である『史記』をまね、三皇から隋唐各代までの法令制度を記録する政書、十通の1つ。全書200巻、考証を3巻付け加え、紀伝体の史書として帝紀18巻、皇后列伝2巻、年譜4巻、二十略51巻、列伝125巻という構成になっている。『四庫全書総目提要』が「他の部分は歴代正史の抜粋で、記述に誤りも有り、価値がない。この本の価値は二十略にあるというべきだ」と評した通り、二十略が最も高く評価される。『通典』『文献通考』とならんで三通と評される。

## 二十略
二十略は紀伝体における「書」・「志」といった分野をより拡充したものである。これは『史通』の影響を受けたもので、従来の政治史や人物伝に偏りがちな歴史の記述・論評を、様々な学術分野の発展の様子に重きを置いたものにしたいという抱負から生まれた。以下に概要を述べる。
- 氏族略（巻25-30） - 姓氏の来歴。漢民族風の姓氏を名乗っていても、元々騎馬民族の姓だったもの（いわゆる背乗り）は「虜姓」として区別している。
- 六書略（巻31-35） - 漢字の成り立ち
- 七音略（巻36-37） - 七音と等韻図
- 天文略（巻38-39） - 天文学
- 地理略（巻40） - 地理
- 都邑略（巻41） - 特に歴代の都城
- 礼略（巻42-45） - 礼、とくに五礼（『周礼』より）
- 諡略（巻46） - 諡号
- 器服略（巻47-48） - 古代の祭祀における青銅器のありかた
- 楽略（巻49-50） - 詩に基づく楽制
- 職官略（巻51-57） - 官職の歴史
- 選挙略（巻58-59） - 人材登用の歴史
- 刑法略（巻60） - 刑罰の用い方
- 食貨略（巻61-62） - 経済活動の歴史
- 芸文略（巻63-70） - 学術書の発展・差異を記した図書目録
- 校讐略（巻71） - 書籍校訂の歴史
- 図譜略（巻72） - 書籍の図版
- 金石略（巻73） - 金石学
- 災祥略（巻74） - 災害と瑞祥のしくみ
- 昆虫草木略（巻75-76） - 動物・植物

本書に成った後、撰者の鄭樵は、枢密院編修に任ぜられた。後世、有用であるとして、二十略の部分だけを版行して『通志略』と題することも行なわれた。その反面、全体の半ばを占める列伝は不必要であるとして、評判が悪かった。本書を再評価したのは、清の章学誠である。